# Station Lestelle
Station Lestelle is een spoorwegstation in de Franse gemeente Lestelle-de-Saint-Martory.